# Pseudaletia amblycasis
Pseudaletia amblycasis är en fjärilsart som beskrevs av Edward Meyrick 1899. Pseudaletia amblycasis ingår i släktet Pseudaletia och familjen nattflyn. Inga underarter finns listade i Catalogue of Life.